# Щедрогір
Щедрогі́р — село Ковельського району Волинської області. Входить до складу Забродівської сільської громади.

## Географія
Селом протікає річка Прип'ять.
На південь від села знаходиться гідрологічний заказник «Щедрогірський».

## Історія
У 1906 році село Щедрогоще Хотешівської волості Ковельського повіту Волинської губернії. Відстань від повітового міста 81 верст, від волості 20. Дворів 263, мешканців 1827.

У книзі Олександра Цинкаловського «Стара Волинь і Волинське Полісся» про цей населений пункт зазначено: 
|                                                                                            | \| Село згадується в 1527 р. , коли воно належало до Василя Михайловича Сангушки-Кошерського.[2] \| |
| Село згадується в 1527 р. , коли воно належало до Василя Михайловича Сангушки-Кошерського. | |

## Населення
Згідно з переписом УРСР 1989 року чисельність наявного населення села становила 633 особи, з яких 302 чоловіки та 331 жінка.
За переписом населення України 2001 року в селі мешкали 664 особи. 100 % населення вказало своєю рідною мовою українську мову.

## Галерея

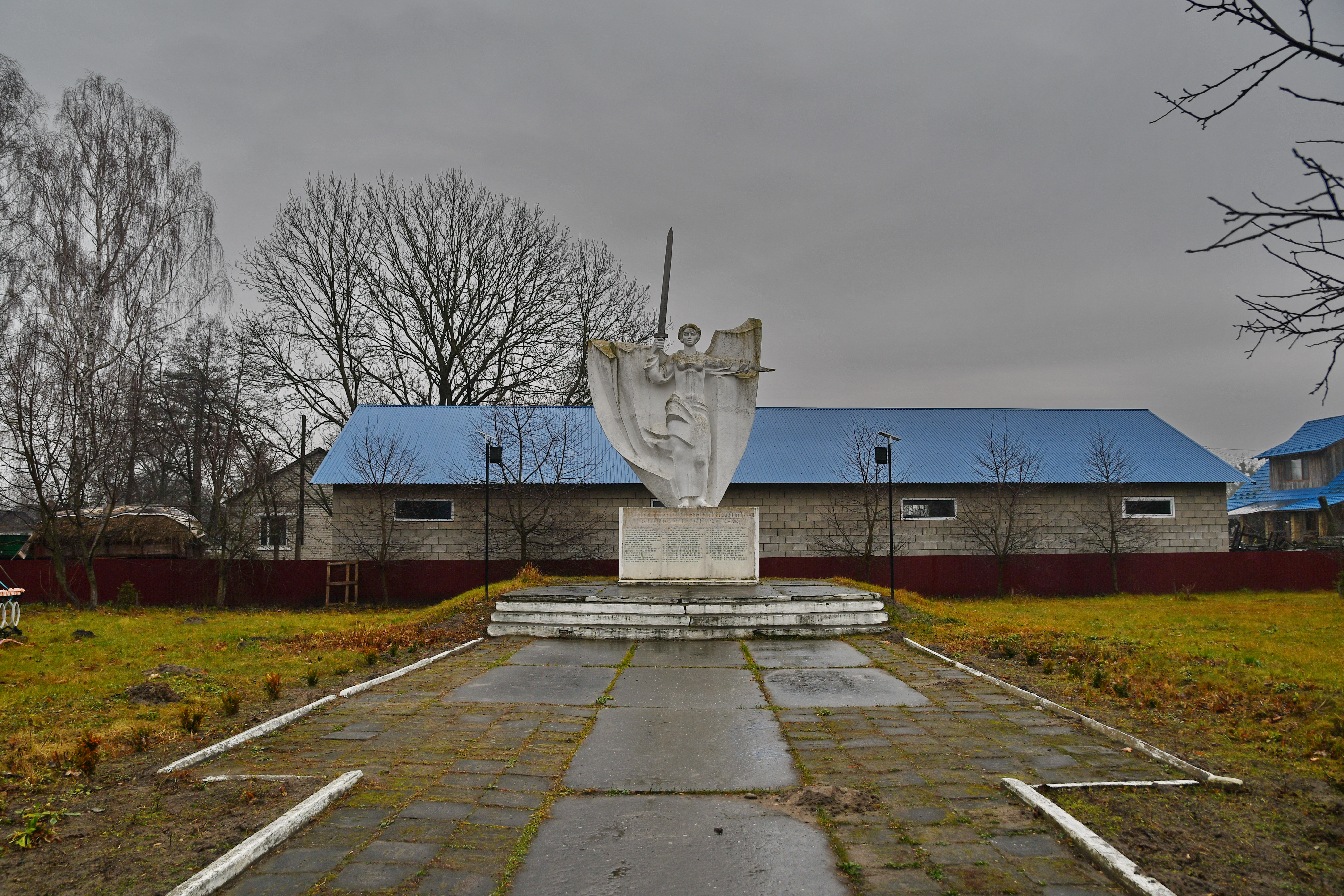
Пам'ятник землякам
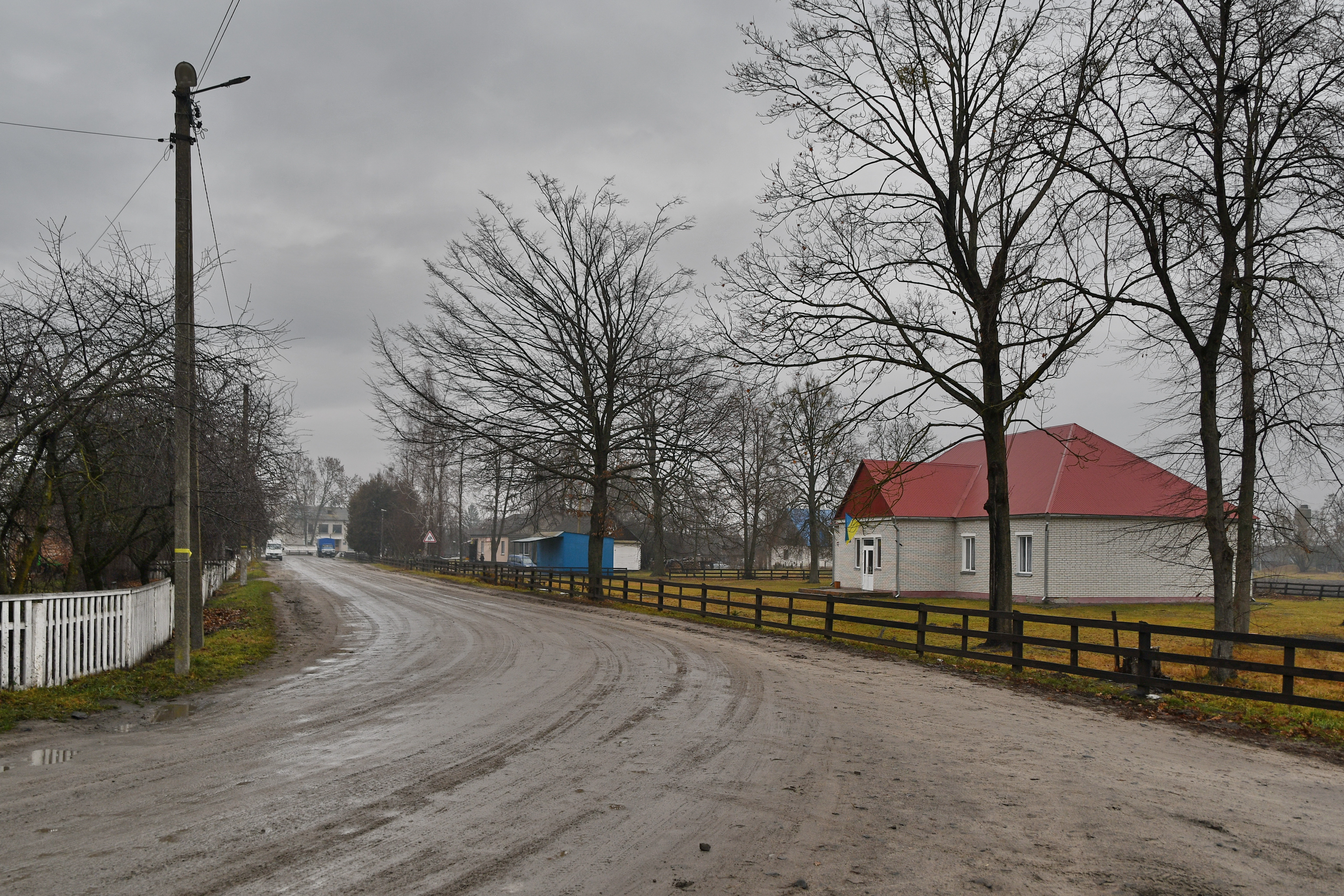
Вулиця Набережна з клубом
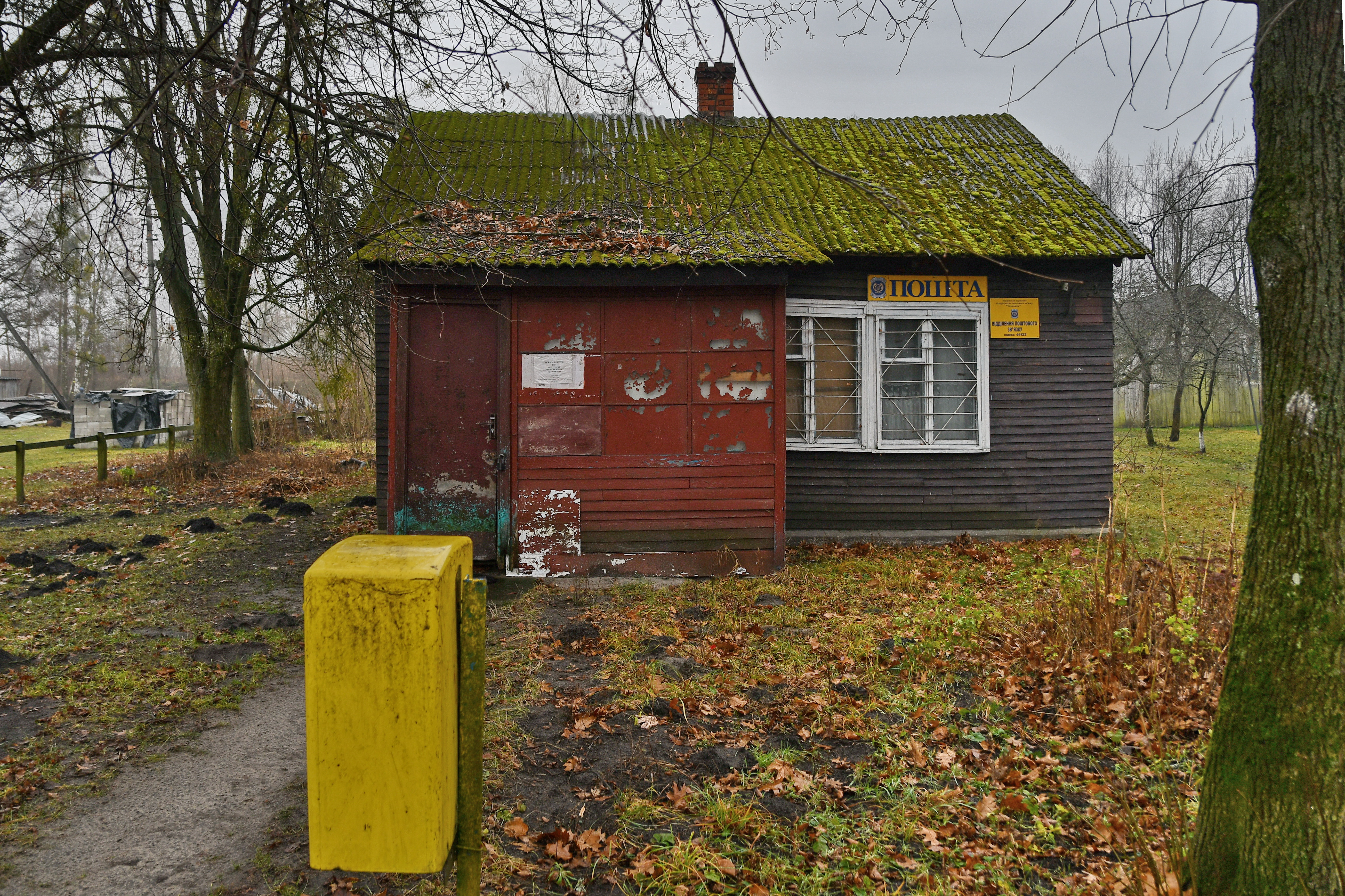
Пошта